# Las Omañas
Las Omañas (leóni nyelven La Oumanna) település Spanyolországban, León tartományban. Lakosainak száma 259 fő (2024).

## Földrajza
Las Omañas Cimanes del Tejar, Llamas de la Ribera, Quintana del Castillo, Valdesamario, Soto y Amío, Santa María de Ordás és Rioseco de Tapia községekkel határos.

## Népesség
A település lakosságának változását az alábbi diagram mutatja:
| Lakosok száma | 445  | 382  | 331  | 318  | 315  | 302  | 276  | 266  | 248  | 259  |
|               | 2001 | 2004 | 2007 | 2009 | 2012 | 2014 | 2017 | 2019 | 2022 | 2024 |